# Mélèye Diagne
Gaoussou Youssouf Siby (Mbacké, 24 de noviembre de 2002) es un futbolista senegalés que juega en la demarcación de delantero para el FK Auda de la Virsliga.

## Selección nacional
El 27 de agosto de 2022 hizo su debut con la selección de fútbol de Senegal en un encuentro de clasificación para el Campeonato Africano de Naciones de 2022 contra Guinea que finalizó con un resultado de 1-0 a favor del combinado senegalés tras un gol del propio Diagne.

## Clubes
| Club             | País    | Año       | Partidos | Goles |
| ---------------- | ------- | --------- | -------- | ----- |
| Diambars FC      | Senegal | 2021-2023 | 3        | 3     |
| FK Auda (cedido) | Letonia | 2023-     | 26       | 4     |